# Ars Goetia

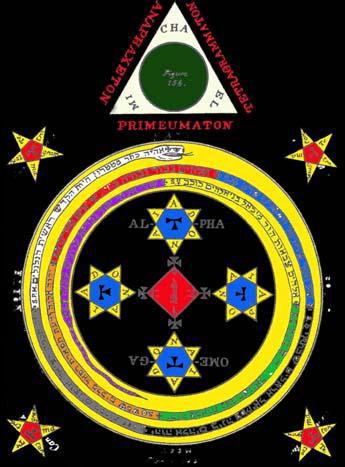
Kreis und Dreieck, die zur Beschwörung der 72 Dämonen der Goetia verwendet wurden. Der Zauberer stünde im Kreis und der Dämon würde im Dreieck erscheinen.

Die Ars Goetia, manchmal auch nur Die Goetia genannt, ist der erste Teil eines Grimoires aus dem 17. Jahrhundert, dem Lemegeton Clavicula Salomonis oder Schlüsselchen Salomons. Ein Großteil des Textes erschien schon früher, darunter Material aus dem 14. Jahrhundert und früher.

## Inhalt
Die Ars Goetia enthält Beschreibungen der 72 Dämonen, die König Salomon beschworen und in einem bronzenen Gefäß, das mit magischen Symbolen verschlossen ist, eingesperrt sowie verpflichtet haben soll, für ihn zu arbeiten. Sie gibt Anweisungen, wie man ein ähnliches Bronzegefäß herstellt und wie man die richtigen Formeln verwendet, um diese Dämonen zu beschwören. Die beschriebene Prozedur ist komplex und detailliert. Das Wort „Heulen“ im Titel bezieht sich auf die Beschwörungen des Zauberers. Die Ars Goetia unterscheidet sich von anderen goetischen Texten darin, dass die heraufbeschworenen Entitäten in die Folgsamkeit gezwungen werden, statt dass sie um Gunst gebeten werden.
Die Ars Goetia weist jedem Mitglied der teuflischen Hierarchie einen Rang und Adelstitel zu und gibt den Dämonen „persönliche Zeichen“ oder Siegel. Unter den genannten Entitäten sind semitische Götter und Dämonen und solche mehrerer europäischer vorchristlicher Religionen. Viele sind aber auch unbekannt und erfunden. Auch wird keine Andeutung auf eine ausdrücklich weibliche Entität gemacht.
Die Liste der Entitäten in der Ars Goetia entspricht (in hohem, aber unterschiedlichem Maß, oft je nach Ausgabe) denen in der Steganographia des Trithemius, um 1500, und De praestigiis daemonum von Johann Weyer (Wierus), 1563.
Eine überarbeitete englische Ausgabe der Ars Goetia wurde 1904 von dem Okkultisten Aleister Crowley veröffentlicht. Er gebrauchte die „Vorbereitende Anrufung“ des Buches in veränderter Form in einem der wichtigeren Rituale seiner Magick, diese veränderte Form des Rituals nannte er Liber Samekh.

## Dämonen
Die folgenden Namen der Dämonen werden in verschiedenen vorhandenen Kopien der Ars Goetia, wie es in Quellen aus dieser Zeit üblich ist, unterschiedlich geschrieben.
1. Bael: Der erste und bedeutendste der 72 Dämonen der Ars Goetia, trägt den angesehenen Titel eines Königs. Als gewaltiges und mächtiges Wesen befehligt Bael eine beeindruckende Legion von Höllengeistern und herrscht über das östliche Reich der Hölle. Seine antiken Ursprünge gehen auf den kanaanitischen Gott Baal zurück, eine Gottheit der Fruchtbarkeit, der Stürme und des Krieges, deren Einfluss sich allmählich in den Dämon verwandelte, den wir heute kennen.[1]
2. Agares (Aguares): Er herrscht über 31 Legionen. Er ist ein gefallener Engel, Herzog der unhimmlischen Engel und wird meistens als guter Geist beschrieben. Er verleiht Titel und Würden, lässt die Erdgeister tanzen und soll alle Sprachen lehren. Widersacher seiner Schützlinge sollen von ihm jedoch auf Irrwege geführt und zur Strecke gebracht werden. Bisweilen soll er auch Verräter herausfordern. Andere wollen ihn auch als Dämon des Mutes sehen, wieder andere beschreiben ihn als Herr über die Eifersucht, die Hölle, die Leidenschaft und die Sinneslust. Beschrieben wird er als auf einem Krokodil reitend, mit einem Sperber auf seiner Faust sitzend.
3. Vassago: Der dritte Geist ist ein mächtiger Prinz, derselben Natur wie Agares. Auch er wird als guter Geist beschrieben. Seine Aufgabe ist es Dinge der Vergangenheit und Zukunft zu verkünden und alles Verlorene aufzudecken.
4. Gamigin oder auch Samigina: Er ist ein großer Marquis und regiert über 30 Legionen höllischer Geister. Er erscheint in Gestalt eines kleinen Pferdes oder Esels. Er spricht mit heiserer Stimme und sein Amt ist es, alle Wissenschaften zu lehren sowie Kunde von verstorbenen Seelen zu liefern, die im Süden starben.
5. Marbas (Barbas): der Große Präsident der Hölle, regiert 36 Legionen von Dämonen. Er beantwortet verborgene und geheime Dinge, verursacht und heilt Krankheiten, unterrichtet mechanische Künste und verwandelt Menschen in andere Formen. Er ist als großer Löwe dargestellt.
6. Valefar oder auch Valefor: Er ist ein Herzog und regiert 10 Legionen Geister. Seine Gestalt ist die eines Löwen mit Eselskopf. Sein Amt ist es, dem, der ihn ruft, Schutzgeister zu geben. Er erprobt diejenigen, denen er vertraut.
7. Aamon: einer der Assistenten Astoroths. Er hat Wissen über die Vergangenheit und die Zukunft, das er an die weitergibt, die einen Pakt mit dem Satan schließen. Einigen Autoren zufolge stehen 40 Legionen von Dämonen unter seinem Befehl. Es gibt von ihm keine allgemeingültige Darstellung. Manchmal wird er als eulenköpfiger Mensch dargestellt, manchmal als Mensch mit Wolfskopf und Schlangenschwanz. Dämonologen bringen ihn in Zusammenhang mit dem ägyptischen Gott Ammon oder dem Gott Baal-Hammon der Karthager.
8. Barbatos: Herzog über 30 Legionen Geister. Er erscheint, wenn die Sonne im Sternbild Schütze steht, meist führt er vier Könige mit sich und ihnen voraus erscheint eine Schar an Gefolge und Musikern. Er verleiht einem die Gabe, die Tiere zu verstehen. Er zeigt verborgene Schätze und kennt alles Vergangene und Kommende. Zudem beschwichtigt er die, die Macht haben und versöhnt Freunde. Er gehört zur Ordnung der Tugenden.
9. Paimon: Er ist ein König, der Luzifer sehr ergeben ist und erscheint in Gestalt eines Mannes auf einem Dromedar. Er spricht mit mächtiger und brüllender Stimme. Erscheint er, so hört man die Instrumente seiner Untergebenen. Er kann alle Wissenschaften lehren und verrät Geheimnisse. Er kennt Antworten auf Fragen wie „Was ist Geist?“ und erscheint im Westen mit 200 Legionen. Wenn er gehorchen soll, muss man ihm ein Opfer darbringen.
10. Buer
11. Gusion
12. Sitri
13. Beleth
14. Leraje
15. Eligos
16. Zepar
17. Botis
18. Bathin
19. Saleos
20. Purson
21. Morax
22. Ipos
23. Aim
24. Naberius
25. Glasya-Labolas
26. Bune
27. Ronove
28. Berith
29. Astaroth
30. Forneus
31. Foras
32. Asmodai (Asmodis)
33. Gaap
34. Furfur (Furtur): Er herrscht über 29 Legionen von Dämonen. Er erscheint als eine Art Hirsch, besitzt Engelsflügel und zwei Hände anstelle von Vorderbeinen. Er ist ein Lügner, es sei denn er wird gezwungen ein magisches Dreieck zu betreten, dann beantwortet er alle Fragen wahrheitsgetreu mit einer rauen Stimme. Er erschafft Stürme, Gewitter, Donner, Blitz und Explosionen, und lehrt in geheimen und göttlichen Dingen.
35. Marchosias
36. Stolas
37. Phenex
38. Malthus
39. Malphas: Er gebietet über 40 Legionen. Er erscheint in Krähengestalt und kann die Gedanken seiner Gegner lesen.
40. Raum
41. Focalor
42. Vepar: Er herrscht über 29 Legionen. Er erscheint in einer Nixengestalt; sein Bereich ist das Meer. Auf Befehl eines Magiers lässt er Stürme entstehen. Von ihm hervorgerufene Wunden führen innerhalb von drei Tagen zum Tod, so dass Würmer, in denen entstehen, heilt auf Wunsch des Meisters aber die Wunden sofort.
43. Sabnoc
44. Shax
45. Vine
46. Bifrons
47. Vual
48. Haagenti
49. Procel
50. Furcas
51. Balam
52. Allocer (Alocer, Alocas, Allocen, Alloces, Alloien): Er ist Großherzog der Unterwelt und gebietet über 36 Legionen infernalischer Wesenheiten und soll die Geheimnisse der Astronomie, der allgemeinen Wissenschaften und der freien Künste lehren. Er erscheint angeblich in Gestalt eines Ritters, mit löwenähnlichen Gesichtszügen und glühenden Augen.
53. Caim: Er befehligt 30 Legionen. Zuerst erscheint er als Drossel, dann nimmt er die Gestalt eines Mannes mit einem Schwert an. Er lehrt die Menschen das Verständnis für die Stimmen der Vögel, Rinder, Hunde und anderen Tieren und beantwortet alle Fragen, die man ihm stellt, wahrheitsgemäß.
54. Murmur
55. Orobas
56. Gremory
57. Ose
58. Amy (Avnas): Er gebietet über 36 Legionen dämonischer Wesenheiten. Seinem Rang nach ist er der Präsident der Hölle und erscheint angeblich als gewaltige, lodernde Flamme. Wer auch immer ihn beschwört, dem vermittelt er Kenntnisse über Astrologie, Wissenschaft und Geheimnisse über die menschliche Seele.
59. Orias
60. Vapula
61. Zagan (Zagam): Er befehligt 33 Legionen dämonischer Wesenheiten. Er ist ein höllischer großer König und ein Graf.
62. Valac
63. Andras: Er befehligt 30 Legionen dämonischer Wesenheiten. Er ist ein höllischer Großfürst und Marquis und verkörpert die Unausgeglichenheit, den Streit und die Disharmonie. Er soll seine Anhänger das Töten lehren. Er wird häufig dargestellt als Engel, der auf einem Wolf reitet und den Kopf eines Waldkauzes oder Raben hat.
64. Flauros
65. Andrealphus (Andrephalus): Er ist ein höllischer Marquis und führt 30 Legionen dämonischer Geister. Er soll sich in der Gestalt eines „lärmbringenden“ Pfaus zeigen. Wer ihn beschwört, dem soll er Wissen über Geometrie, Messkunst und Astronomie vermitteln und Menschen in Vögel verwandeln können. Die ihm zugeordnete Tageszeit ist die Nacht, das zugeordnete Metall: Silber, und sein Planet: Luna (der Mond).
66. Kimaris
67. Amducias (Amduscias, Amdusias): Großherzog der Hölle bzw. bei manchen auch: des Hades. Er ist auch ein Geist der Musikinstrumente, Weyer (Wierus) umschreibt ihn als einen Dämon der Musik. Er soll als Einhorn in Erscheinung treten und 29 Legionen dämonischer Geister befehligen. Es heißt, dass, wenn man ihn beschwören würde, er aus dem Unsichtbaren heraus Konzerte gäbe. Auch soll er gute, dienstbare Geister zur Verfügung stellen. Beim Klang der Stimme Amducias' sollen sich die Bäume neigen.
68. Belial
69. Decarabia
70. Seir (Seire, Seere, Sear): Prinz der Hölle, führt 26 Legionen
71. Dantalion: ein Großherzog der Hölle, der 36 Legionen Dämonen unter seinem Kommando hat. Er lehrt alle Künste und Wissenschaften und erklärt auch den geheimen Rat von allen gegeben, dass er die Gedanken an alle Leute kennt und sie nach seinem Wunsch wechseln kann. Er kann auch Liebe verursachen und die Ähnlichkeit jeder Person zeigen, dasselbe mittels einer Vision zeigen und sie in jedem Teil der Welt sein lassen.
72. Andromalius: Er soll über 36 Legionen niederer Dämonen gebieten. Er ist einer der wenigen Dämonen, die in menschlicher Gestalt erscheinen; dargestellt wird er hierbei als Mann, der eine Schlange in der Hand hält. Es heißt von ihm, dass er Diebe und Missetäter bestrafe, gestohlenes Eigentum zurück bringe und überdies verborgene Schätze finde.